# Thamnophilus
Thamnophilus is een geslacht van vogels uit de familie Thamnophilidae. Het geslacht telt 30 soorten.

## Soorten
- Thamnophilus aethiops  –  Witschoudermierklauwier
- Thamnophilus amazonicus  –  Amazonemierklauwier
- Thamnophilus ambiguus  –  Sooretamamierklauwier
- Thamnophilus aroyae  –  Aroyomierklauwier
- Thamnophilus atrinucha  –  Westelijke gevlekte mierklauwier
- Thamnophilus bernardi  –  Withalsmierklauwier
- Thamnophilus bridgesi  –  Zwartkapmierklauwier
- Thamnophilus caerulescens  –  Grijskapmierklauwier
- Thamnophilus cryptoleucus  –  Castelnaus mierklauwier
- Thamnophilus divisorius  –  Acremierklauwier
- Thamnophilus doliatus  –  Gebandeerde mierklauwier
- Thamnophilus insignis  –  Roraimamierklauwier
- Thamnophilus melanonotus  –  Zwartrugmierklauwier
- Thamnophilus melanothorax  –  Bandstaartmierklauwier
- Thamnophilus multistriatus  –  Streepkuifmierklauwier
- Thamnophilus murinus  –  Grijze mierklauwier
- Thamnophilus nigriceps  –  Zwarte mierklauwier
- Thamnophilus nigrocinereus  –  Zwartgrijze mierklauwier
- Thamnophilus palliatus  –  Gestreepte mierklauwier
- Thamnophilus pelzelni  –  Planaltomierklauwier
- Thamnophilus praecox  –  Cochamierklauwier
- Thamnophilus punctatus  –  Noordelijke gevlekte mierklauwier
- Thamnophilus ruficapillus  –  Roodkapmierklauwier
- Thamnophilus schistaceus  –  Leikleurige mierklauwier
- Thamnophilus stictocephalus  –  Natterers mierklauwier
- Thamnophilus sticturus  –  Boliviaanse mierklauwier
- Thamnophilus tenuepunctatus  –  Fijnstreepmierklauwier
- Thamnophilus torquatus  –  Roodvleugelmierklauwier
- Thamnophilus unicolor  –  Eenkleurige mierklauwier
- Thamnophilus zarumae  –  Chapmans gebandeerde mierklauwier